# سیناپس شیمیایی

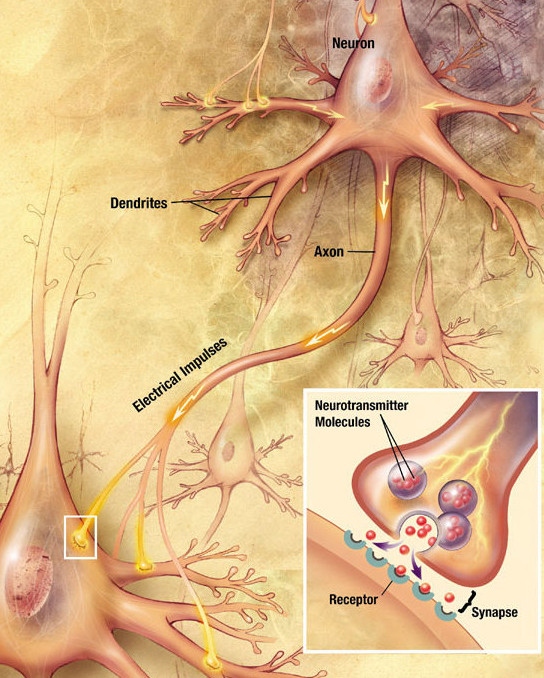
توصیف هنرمندانه عناصر اصلی در انتقال سیناپس شیمیایی. موج الکتروشیمیایی را پتانسیل عمل نامند که در طول آکسون یک نورون سفر می‌کند. هنگامی که پتانسیل عمل به پایانه پیش-سیناپسی برسد، موجب آزاد شدن وزیکول‌های سیناپسی شده، که آن‌ها هم به نوبه خود وزیکول سیناپسیشان را آزاد کرده و موجب رهاسازی مولکول‌های ناقلان عصبی می‌گردند. سپس ناقلان عصبی به مولکول‌های گیرنده واقع در غشاء نورون هدف (نورون پس-سیناپسی)، واقع در سمت مقابل شکاف سیناپسی متصل می‌گردند.

سیناپس‌های شیمیایی (به انگلیسی: Chemical Synapses)، اتصالات زیستی اند که نورون‌ها از طریق آن‌ها پیام‌های خود را به دیگر سلول‌های غیر سیناپسی چون عضلات و غده‌ها می‌رسانند. سیناپس‌های شیمیایی امکان تشکیل مدارهای نورونی در دستگاه عصبی مرکزی را می‌دهند. این نوع سیناپس‌ها برای محاسبات زیستی که زیربنای ادراک و تفکر را تشکیل می‌دهند، جنبه حیاتی دارند. همچنین این سیناپس‌ها امکان اتصال و کنترل بقیه دستگاه‌های بدن را برای دستگاه عصبی فراهم می‌آورد.
در سیناپس شیمیایی، یک نورون، مولکول‌های ناقل عصبی را در فضای کوچکی (شکاف سیناپسی، که در ادامه همین مقاله بحث می‌شود) که مجاور دیگر نورون‌هاست، آزاد می‌کند. ناقلان عصبی در کیسه‌های کوچکی به نام وزیکول‌های سیناپسی قرار داشته و به وسیله برون‌رانی در شکاف سیناپسی آزاد می‌شوند. سپس این موکول‌ها به گیرندگان ناقلان عصبی روی سلول پس-سیناپسی متصل می‌شوند. در نهایت، ناقلان عصبی به‌وسیلهٔ سازوکارهای قدرتمندی چون تجزیه آنزیمی یا بازجذب توسط ناقلان خاصی روی سلول پیش-سیناپسی یا برخی سلول‌های نوروگلیالی، از فضای سیناپسی پاکسازی شده تا بدین وسیله عمل ناقل عصبی خاتمه یابد.
تخمین زده می‌شود که مغز انسان بالغ در حدود {\displaystyle 10^{14}} تا {\displaystyle 5\times 10^{14}} (حدود ۱۰۰–۵۰۰ تریلیون) سیناپس داشته باشد. هر میلیمتر مکعب از قشر مغز حدوداً شامل یک میلیارد (یعنی {\displaystyle 10^{9}}) سیناپس است. تعداد سیناپس‌ها در قشر مخ انسان، به صورت جداگانه {\displaystyle 0.15} کوادریلیون (۱۵۰ تریلیون) تخمین زده شده.
کلمه «سیناپس» توسط چارلز شرینگتون در ۱۸۹۷ معرفی شد. سیناپس‌های شیمیایی، تنها نوع سیناپس زیستی نیستند. سیناپس‌های دیگری چون سیناپس‌های الکتریکی و ایمنی‌شناختی نیز موجودند. اگر کلمه سیناپس به تنهایی بیاید، اغلب معنای سیناپس شیمیایی می‌دهد.

## ارجاعات
1. ↑  Drachman D (2005). "Do we have brain to spare?". Neurology. 64 (12): 2004–5. doi:10.1212/01.WNL.0000166914.38327.BB. PMID 15985565. S2CID 38482114.
2. ↑  Alonso-Nanclares L, Gonzalez-Soriano J, Rodriguez JR, DeFelipe J (September 2008). "Gender differences in human cortical synaptic density". Proc. Natl. Acad. Sci. U.S.A. 105 (38): 14615–9. Bibcode:2008PNAS..10514615A. doi:10.1073/pnas.0803652105. PMC 2567215. PMID 18779570.
3. ↑  Brain Facts and Figures Washington University.
4. ↑  Cowan, W. Maxwell; Südhof, Thomas C.; Stevens, Charles F. (2003). Synapses. JHU Press. p. 11. ISBN 978-0-8018-7118-4. Retrieved 9 June 2020.

- مشارکت‌کنندگان ویکی‌پدیا. «Chemical Synapse». در دانشنامهٔ ویکی‌پدیای انگلیسی.